# Noah Cyrus
Noah Lindsey Cyrus, född 8 januari 2000 i Nashville, Tennessee, är en amerikansk artist och barnskådespelare. 
Hon fick sin första roll när hon var tre år, hon hade då rollen som "Gracie Hebert" i sex avsnitt av TV-serien Doc. Hon har även haft småroller i sex avsnitt av Disneys serie Hannah Montana där hennes syster Miley Cyrus spelat huvudrollen Miley Stewart/Hannah Montana.

## Musikkarriär
Den 15 november 2016 rapporterades det att Cyrus hade skrivit på ett skivkontrakt med skivbolaget "RECORDS LLC". Senare den dagen släppte hon sin debutsingel "Make Me (Cry)" som även Labrinth medverkade i.
Den 26 oktober 2017 Medverkande hon i All Falls Down Med Alan Walker

## Familj
Noah är yngsta dottern till countrysångaren Billy Ray Cyrus och hans fru Leticia "Tish" Cyrus. Hon har fem äldre syskon; halvbrodern Christopher Cody, hennes fars son från en tidigare relation, bröderna Braison Chance och Trace och systrarna Miley och Brandi Glenn.
Den 4 april 2009 startade Noah och hennes vän Emily Grace Reaves Youtube-showen "Noie and Em Show".